# بيتر ليلي (سياسي)
بيتر ليلي هو سياسي بريطاني، ولد في 23 أغسطس 1943 في Hayes, Bromley ‏ في المملكة المتحدة. نشط حزبياً في حزب المحافظين.

## مناصب
- انتخب عضو مجلس اللوردات  [لغات أخرى]‏ وقد انضم خلال فترته النيابية (18 يونيو 2018 – ) للكتلة البرلمانية حزب المحافظين.
- في الانتخابات العمومية للمملكة المتحدة 1983 [الإنجليزية]‏، انتخب عضو البرلمان التاسع والأربعون للمملكة المتحدة  [لغات أخرى]‏ عن دائرة سانت ألبانز وقد انضم خلال فترته النيابية ‏ (9 يونيو 1983 – 18 مايو 1987) للكتلة البرلمانية حزب المحافظين.
- في الانتخابات العمومية للمملكة المتحدة 1987 [الإنجليزية]‏، انتخب عضو البرلمان الخمسون للمملكة المتحدة  [لغات أخرى]‏ عن دائرة سانت ألبانز وقد انضم خلال فترته النيابية ‏ (11 يونيو 1987 – 16 مارس 1992) للكتلة البرلمانية حزب المحافظين.
- في الانتخابات العامة في المملكة المتحدة 1992 [الإنجليزية]‏، انتخب عضو البرلمان الحادي والخمسون للمملكة المتحدة  [لغات أخرى]‏ عن دائرة سانت ألبانز وقد انضم خلال فترته النيابية ‏ (9 أبريل 1992 – 8 أبريل 1997) للكتلة البرلمانية حزب المحافظين.
- في الانتخابات العامة في المملكة المتحدة 1997 [الإنجليزية]‏، انتخب عضو البرلمان الثاني والخمسون للمملكة المتحدة  [لغات أخرى]‏ عن دائرة هيتشين وهاربيندين وقد انضم خلال فترته النيابية ‏ (1 مايو 1997 – 14 مايو 2001) للكتلة البرلمانية حزب المحافظين.
- في الانتخابات العامة في المملكة المتحدة 2001، انتخب عضو البرلمان الثالث والخمسون للمملكة المتحدة  [لغات أخرى]‏ عن دائرة هيتشين وهاربيندين وقد انضم خلال فترته النيابية ‏ (7 يونيو 2001 – 11 أبريل 2005) للكتلة البرلمانية حزب المحافظين.
- في الانتخابات العامة في المملكة المتحدة 2005، انتخب عضو البرلمان الرابع والخمسون للمملكة المتحدة  [لغات أخرى]‏ عن دائرة هيتشين وهاربيندين وقد انضم خلال فترته النيابية ‏ (5 مايو 2005 – 12 أبريل 2010) للكتلة البرلمانية حزب المحافظين.
- في انتخابات المملكة المتحدة لعام 2010، انتخب عضو البرلمان الخامس والخمسين للمملكة المتحدة  [لغات أخرى]‏ عن دائرة هيتشين وهاربيندين وقد انضم خلال فترته النيابية ‏ (6 مايو 2010 – 30 مارس 2015) للكتلة البرلمانية حزب المحافظين.
- في الانتخابات العامة في المملكة المتحدة 2015، انتخب عضو البرلمان السادس والخمسين للمملكة المتحدة  [لغات أخرى]‏ عن دائرة هيتشين وهاربيندين وقد انضم خلال فترته النيابية ‏ (7 مايو 2015 – 3 مايو 2017) للكتلة البرلمانية حزب المحافظين.
- انتخب عضو المجلس الخاص بالمملكة المتحدة  [لغات أخرى]‏.
- انتخب Economic Secretary to the Treasury [الإنجليزية]‏ (11 يونيو 1987 – 24 يوليو 1989).
- انتخب الأمين المالي للخزينة [الإنجليزية]‏ (24 يوليو 1989 – 28 نوفمبر 1990).
- انتخب وزير الدولة للأعمال والتجارة [الإنجليزية]‏ (14 يوليو 1990 – 11 أبريل 1992).
- انتخب وزير دولة - ظل - للعمل والمعاشات [الإنجليزية]‏ (2 مايو 1997 – 11 يونيو 1997).
- انتخب Deputy Leader of the Conservative Party (UK) [الإنجليزية]‏ (11 يونيو 1997 – 15 يونيو 1999).
- انتخب وزير الدولة لشؤون العمل والمعاشات [الإنجليزية]‏ (8 أبريل 1992 – 2 مايو 1997).
- انتخب وزير ظل الدولة الخزانة [الإنجليزية]‏ (11 يونيو 1997 – 2 يونيو 1998).

## وصلات خارجية
- بيتر ليلي على موقع مونزينجر (الألمانية)